# Megaporus tristis
Megaporus tristis är en skalbaggsart som först beskrevs av Zimmermann 1926.  Megaporus tristis ingår i släktet Megaporus och familjen dykare. Inga underarter finns listade i Catalogue of Life.